# Подгузов, Николай Радиевич
Николай Ра́диевич Подгузов (род. 29 мая 1974; Ленинград, РСФСР, СССР) — российский государственный деятель и управленец, председатель правления Евразийского банка развития. В 2017-2020 годах  — генеральный директор АО «Почта России», в 2013-2017 годах — заместитель министра экономического развития РФ. В различные периоды входил в состав советов директоров ПАО «Россети», ГК «Агентство по страхованию вкладов» и ПАО «РусГидро», а также наблюдательного совета ВТБ, АО «Почта Банка», АО «Оператор информационной системы» и АНО «Цифровая экономика».

## Биография
Родился 29 мая 1974 года в Ленинграде. Окончил среднюю общеобразовательную школу № 89 с серебряной медалью.
В 1997 году окончил кафедру прикладной математики и физики физико-механического факультета в Санкт-Петербургском государственном техническом университете со степенью магистра технических наук.
В 2000 году окончил факультет международных экономических отношений в Московском государственном институте международных отношений России, получив специальность экономиста-международника.

## Карьера
- В 2000—2003 годах работал на разных должностях в Министерстве финансов Российской Федерации.
- С 2003 по 2006 год — вице-президент департамента ОАО «Инвестиционный банк „Траст“».
- С 2006 по 2010 год — вице-президент, директор управления ООО «Ренессанс капитал-Финансовый консультант».
- С 2010 по 2012 год — начальник управления ЗАО «ВТБ Капитал».
- С 2012 по 2013 год — заместитель директора Департамента экономики и финансов Правительства Российской Федерации.
- С сентября 2013 по июль 2017 года — заместитель министра экономического развития Российской Федерации.
- С июля 2017 по июнь 2020 года — генеральный директор АО «Почта России»; первый заместитель генерального директора, директор по стратегическому развитию. В феврале 2020 года в соответствии с решением совета директоров ушёл с поста генерального директора АО «Почта России» и был назначен на должность первого заместителя генерального директора, директора по стратегическому развитию АО «Почта России»[2][3].
- С 29 июня 2020 года – председатель правления Евразийского банка развития[1].

## Инцидент с покупкой элитной квартиры
Николай Подгузов в конце 2017 года приобрёл квартиру в элитном жилом комплексе Москвы «Knightsbridge Private Park» стоимостью миллиард рублей. Подгузов попытался оправдать себя, сообщив, что «по договору купли-продажи стоимость квартиры составляет чуть меньше 100 миллионов рублей, из которых 75% было профинансировано за счет ипотеки, а остальное с помощью собственных средств, в том числе сбережений и денег от продажи принадлежавших семье двух квартир». Однако, по данным издания REGNUM, согласно открытым базам данных о жилой недвижимости («Яндекс.Недвижимость» и ЦИАН), стоимость квартир в элитном жилом комплексе «Knightsbridge Private Park» начинается от 200 млн рублей (за квартиры площадью 100 квадратных метров), квартиры, сопоставимые с квартирой Подгузова, стоят в диапазоне от 0,5 до 1 млрд рублей.

## Семья
Женат, воспитывает троих детей.